# Ballet de l’Opéra de Paris
Das Ballet de l’Opéra de Paris ist das Ballettensemble der Pariser Oper.
Es hat seinen Sitz in der Garnier-Oper und setzt sich (Stand 2017) aus insgesamt 154 Tänzern – davon 20 erste Solotänzer („étoiles“) und 14 erste Tänzer („premiers danseurs“) – zusammen, die nahezu alle ihre Ausbildung in der hauseigenen Ballettschule – der École de Danse de l’Opéra in Nanterre bei Paris – genossen haben.
Über die Aufnahme der Kandidaten, die zwischen dem 16. und 20. Lebensjahr in das Ballettensemble eintreten, wird je nach den zu besetzenden Stellen in einem jährlichen Auswahlverfahren mit Wettbewerbscharakter entschieden. Danach ermöglichen weitere, jährlich organisierte Wettbewerbe den Aufstieg in der Ballett-Hierarchie. Diese gliedert sich in fünf Stufen, und zwar vom niedrigsten Rang der „quadrille“ über die „coryphée“ und das „sujet“ bis zum „premier danseur“ (1. Tänzer), während die ranghöchste Stufe „étoile“ (Solotänzer) auf Empfehlung des „directeur de la danse“, das heißt des künstlerischen Leiters, per Nominierung durch den Direktor der Oper erreicht wird. Die Tänzer scheiden im Alter von 42 Jahren aus dem Ballet de l’Opéra wieder aus.
Im Palais Garnier stehen dem Ballett-Ensemble 4 Unterrichtssäle und 5 Probesäle („Lifar“, „Noureev“, „Petipa“, „Rotunden Chauviré“ und „Zambelli“) zur Verfügung – zeitweilig auch das berühmte „Foyer de la Danse“, das sich an die Hinterbühne anschließt. Der Unterricht findet am Vormittag statt, die Proben am Nachmittag, sofern keine Aufführung stattfindet, gelegentlich auch am Abend. Wenn das „Ballet de l’Opéra“ in der neuen Bastille-Oper auftritt, sind auch dort eigene Logen und Probesäle vorhanden (Säle „Nijinski“ und „Balanchine“).
Die Betreuung des „Ballet de l’Opéra“ obliegt dem „Directeur de la danse“, der von einem Intendanten, einem Ballettmeister, einem Generalregisseur sowie weiteren Regisseuren und Lehrern unterstützt wird.

## Geschichte
Die Geschichte des Paris Opera Ballet reicht zurück bis zum Jahr 1661, als der französische König Ludwig XIV. die königliche Tanzakademie (Académie Royale de Danse) gründete. Die 1713, gleichfalls von Ludwig XIV. gegründete Tanzschule der Oper, ist die älteste existierende Ballettschule. Im selben Jahr machte Ludwig XIV. die Oper mit seiner Ballettkompanie von 20 Tänzern zu einer festen staatlichen Einrichtung. In dieser Zeit stammten die meisten aufgeführten Stücke von Charles-Louis Beauchamp; zu den bekanntesten gehören: Alcidiane und Le mariage forcé.
1763 brannte das Operngebäude ab und die Tänzer zogen vorläufig in das Palais des Tuileries, bevor sie 1770 im Palais Royal eine neue Heimat fanden.
1776 wurde Jean Georges Noverre auf Empfehlung der österreichischen Kaiserin Maria Theresia Ballettmeister des Pariser Opern Balletts. Unter seiner Leitung wurden unter anderem Les caprices de Galathée und Les petits riens zur Musik von Mozart (und anderen) aufgeführt.
Nach nur elf Jahren brannte das Gebäude der Oper, während einer Ballettvorstellung erneut ab. Es war dem schnellen Handeln des damaligen Ballettmeisters Jean Dauberval zu verdanken, dass es nicht zu einer Katastrophe kam. Noch im selben Jahr wurde an anderer Stelle ein neues Gebäude errichtet.
Nach dem Weggang von Dauberval übernahmen Maximilien und Pierre Gardel die Leitung des Balletts. Nach dem Tod seines Bruders war Pierre Gardel bis 1829 als Choreograf und Ballettmeister tätig. Unter seiner Leitung entstand unter anderem Psyché das zwischen 1790 und 1829 564 mal aufgeführt wurde.
1820 musste die Oper erneut umziehen. Das neue Gebäude lag in der Rue Le Peletier.
Zwölf Jahre später konnte das Pariser Publikum den ersten Spitzentanz bewundern, als Marie Taglioni in La Sylphide auftrat.
Als letztes großes Ballett dieser Zeit wurde Giselle 1842 uraufgeführt.
Anfang des 20. Jahrhunderts wurde das Ballett völlig von den Ballets Russes dominiert. Einige ihrer Aufführungen fanden auch in der Oper statt. Erst Serge Lifar, der ein Solotänzer der Ballets Russes gewesen war, verhalf dem Pariser Opern Ballett zwischen 1930 und 1958 zu neuer Größe.
Zu den Stücken, die Nurejew in das Repertoire aufnahm, gehörten Lilac Garden von Antony Tudor, In the Middle, Somewhat Elevated von William Forsythe und Magnificat von John Neumeier. Außerdem brachte er eigene Versionen von Raimonda, Schwanensee und Dornröschen heraus.

## Ballettmeister
Ballettmeister, seit 1971 "directeurs de la danse" genannt, waren:
- des Brosses (1669) | Pierre Beauchamp (1669–1687) | Louis Pécour (1687–1729) | Michel Blondy (1729–1739) | Antoine Bandieri de Laval (1706–1748) | Jean-Barthélemy Lany (1742–1770) | Gaetano Vestris (1770–1775) | Jean Georges Noverre (1776–1781) | Maximilien Gardel/Jean Dauberval (1781–1783) Maximilien Gardel (1783–1787) | Pierre Gardel (1787–1827) | Jean-Pierre Aumer (1827–1831) | Jean Coralli (1831–1850) | Arthur Saint-Léon (1850–1853) | Joseph Mazilier (1853–1859) | Lucien Petipa (1860–1868) | Henri Justamant (1868–1869) | Louis Mérante (1869–1887) | Joseph Hansen (1887–1907) | Léo Staats (1908–1909) | Thérèse Stichel (1909–1910) | Ivan Clustine (1911–1914) | Léo Staats (1919–1926) | Nicola Guerra (1927–1929) | Serge Lifar (1930–1945 und 1947–1958) | George Skibine (1958–1961) | Michel Descombey (1962–1969) | John Taras (1969–1970) | Claude Bessy (1970–1971) | Raymond Franchetti (1971–1978) | Violette Verdy (1978–1980) | Roselia Hightower (1980–1983) | Rudolf Nurejew (1983–1989) | Patrick Dupond (1990–1994) | Brigitte Lefèvre (1994–2014) Benjamin Millepied (2014–2016)I Aurélie Dupont (2016–2022) | José Carlos Martínez (2022- )

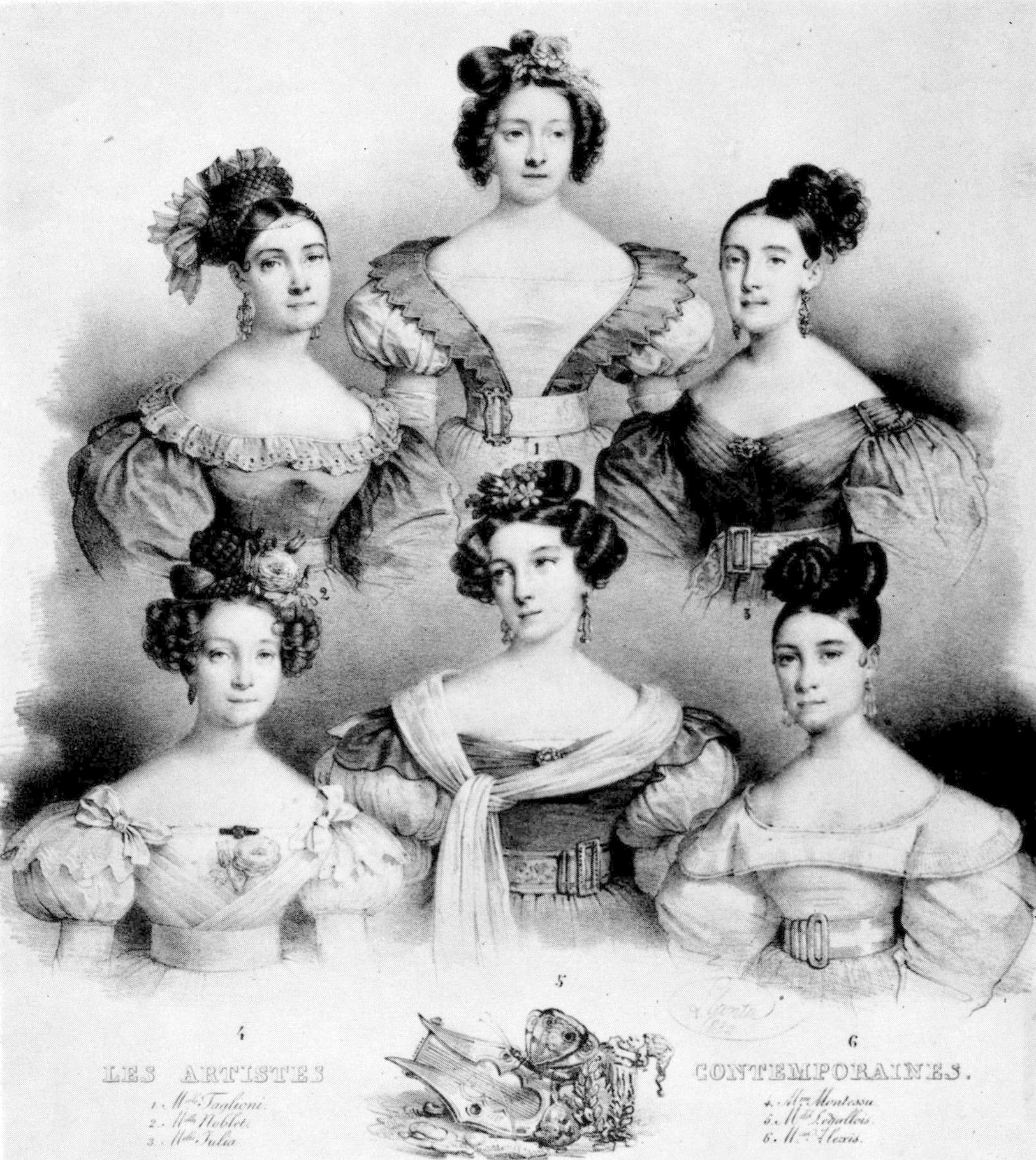
Ballerinen der Pariser Oper Le Peletier (im Uhrzeigersinn): Lise Noblet, Marie Taglioni, M^{lle} Julia [de Varennes], Alexis Dupont, Amélie Legallois und Pauline Montessu, premiers sujets, 1831.

## Tänzer (Auswahl)
- Émilie Bigottini
- Aurélie Dupont
- Mathieu Ganio
- Marie-Agnès Gillot
- Sylvie Guillem
- Laurent Hilaire
- Agnès Letestu
- José Carlos Martínez
- Laëtitia Pujol
- Nicolas Le Riche

## Dokumentationen und Mitschnitte
- Jacques Offenbach – Les contes d’Hoffmann (DVD)
- Sergei Prokofiev – Romeo und Julia (DVD)
- Sleeping Beauty (DVD)
- Paris Opera Ballet – La Bayadère (DVD)
- La Danse – Das Ballett der Pariser Oper (2009) - Dokumentarfilm des amerikanischen Dokumentarfilmers Frederick Wiseman, der 12 Wochen lang die Arbeiten an der Opéra de Paris mit der Kamera verfolgt.